# The very best of aobozu
『the very best of aobozu』（ザ・ベリー・ベスト・オブ・アオボウズ）は、日本のバンド藍坊主のベスト・アルバム。2011年4月27日発売。

## 概要
- バンド初のベストアルバム。
- 12thシングル「星のすみか」と同時リリースであり、同曲はこのベストアルバムにも収録されている。
- 全曲リマスタリングされ収録された。
- 選曲は主にギターの田中ユウイチが行った。
- 曲順が時系列でないのは、ベストアルバムを記号的なものではなくオリジナルアルバムと同じ意識で作る、という意図があったからである。
- 初回限定盤のみ存在するDisc 3には、アマチュア時代の音源が4曲収録されている。

## 収録曲

### Disc 1
1. ハローグッバイ
(作詞:佐々木健太、作曲:藤森真一)
初出:4thシングル (2006年10月18日) / 4thアルバム「フォレストーン」 (2008年4月2日)
2. 鞄の中、心の中
(作詞・作曲:藤森真一)
初出:メジャー1stアルバム「ヒロシゲブルー」 (2004年5月12日)
3. ウズラ
(作詞・作曲:佐々木健太)
初出:メジャー1stシングル (2005年3月16日) / 2ndアルバム「ソーダ」 (2005年5月18日)
4. 雫
(作詞・作曲:佐々木健太)
初出:インディーズ1stシングル (2003年8月6日) / メジャー1stアルバム「ヒロシゲブルー」 (2004年5月12日)
5. 未知の道の道
(作詞・作曲:藤森真一)
初出:インディーズ1stアルバム「藍坊主」 (2003年2月12日)
6. すべては僕の中に、すべては心の中に
(作詞・作曲:藤森真一)
初出:11thシングル (2010年11月10日)
7. スプーン
(作詞・作曲:藤森真一)
初出:2ndシングル (2005年11月23日) / 3rdアルバム「ハナミドリ」 (2006年4月26日)
8. テールランプ
(作詞・作曲:藤森真一)
初出:3rdアルバム「ハナミドリ」 (2006年4月26日)
9. コイントス
(作詞:佐々木健太、作曲:渡辺拓郎・藤森真一)
初出:5thシングル (2007年2月28日) / 4thアルバム「フォレストーン」 (2008年4月2日)
10. ラストソング
(作詞・作曲:佐々木健太)
初出:5thアルバム「ミズカネ」 (2010年2月17日)
11. 羽化の月 (FORESTONE Ver.)
(作詞・作曲:佐々木健太)
初出:4thシングル (2006年10月18日) / 4thアルバム「フォレストーン」 (2008年4月2日)
シングル「ハローグッバイ」のカップリング楽曲。
アルバム「フォレストーン」に収録されたバージョンとなっている。
12. 水に似た感情
(作詞・作曲:佐々木健太)
初出:2ndアルバム「ソーダ」 (2005年5月18日)
13. 星のすみか
(作詞:佐々木健太、作曲:佐々木健太・藤森真一)
初出:12thシングル (2011年4月27日)
テレビアニメ『TIGER & BUNNY』エンディングテーマ。
14. 伝言
(作詞・作曲:藤森真一)
初出:10thシングル (2010年1月13日) / 5thアルバム「ミズカネ」 (2010年2月17日)
15. セブンスター
(作詞・作曲:佐々木健太)
初出:インディーズ1stアルバム「藍坊主」 (2003年2月12日)

### Disc 2
1. ガーゼ
(作詞・作曲:佐々木健太)
初出：2ndアルバム「ソーダ」 (2005年5月18日)
2. 桜の足あと
(作詞:佐々木健太、作曲:藤森真一)
初出：3rdシングル (2006年3月15日) / 3rdアルバム「ハナミドリ」 (2006年4月26日)
3. 雨の強い日に
(作詞・作曲:藤森真一)
初出：2ndアルバム「ソーダ」 (2005年5月18日)
4. 言葉の森
(作詞・作曲:藤森真一)
初出：7thシングル (2008年3月12日) / 4thアルバム「フォレストーン」 (2008年4月2日)
5. 名前の無い色
(作詞・作曲:藤森真一)
初出：9thシングル (2009年5月20日) / 5thアルバム「ミズカネ」 (2010年2月17日)
6. 空
(作詞・作曲:藤森真一)
初出：インディーズ2ndシングル (2003年9月17日) / メジャー1stアルバム「ヒロシゲブルー」 (2004年5月12日)
7. 春風
(作詞・作曲:藤森真一)
初出：1stアルバム「ヒロシゲブルー」(2004年5月12日)
8. マザー
(作詞・作曲:佐々木健太)
初出：8thシングル (2008年11月12日) / 5thアルバム「ミズカネ」 (2010年2月17日)
9. 柔らかいローウィン
(作詞・作曲:佐々木健太)
初出：3rdシングル (2006年3月15日) / 3rdアルバム「ハナミドリ」 (2006年4月26日)
シングル「桜の足あと」のカップリング楽曲。
10. 空を作りたくなかった
(作詞・作曲:佐々木健太)
初出：6thシングル (2007年5月30日) / 4thアルバム「フォレストーン」 (2008年4月2日)
11. シータムン
(作詞・作曲:佐々木健太)
初出：5thシングル (2007年2月28日)
シングル「コイントス」のカップリング楽曲。
12. 瞼の裏には
(作詞・作曲:藤森真一)
初出：2ndアルバム「ソーダ」 (2005年5月18日)
13. あさやけのうた
(作詞:佐々木健太、作曲:藤森真一)
初出：11thシングル (2010年11月10日)
14. ジムノペディック
(作詞・作曲:佐々木健太)
初出：3rdアルバム「ハナミドリ」 (2006年4月26日)
15. 忘れないで
(作詞・作曲:佐々木健太)
2010年7月4日、日比谷野外大音楽堂にて行われた「aobozu TOUR 2010 こぼれるシルバー」で初披露された楽曲。
ライブでは弾き語りでの披露であったが、今作ではバンドサウンドでの収録となっている。

### Disc 3 (初回限定盤のみ)
1. Love & Peace
(作詞・作曲:佐々木健太)
2. 僕と同じ
(作詞・作曲:藤森真一)
3. 雫 (高校生Ver.)
(作詞・作曲:佐々木健太)
4. 小心者
(作詞・作曲:藤森真一)

## 演奏
- Hozzy：Vocal, Chorus, Acoustic Guitar, Programming
- 田中ユウイチ
  - Electric Guitar, Acoustic Guitar, Chorus, Programming
  - Strings Arrangement (Disc 1 #11)
- 藤森真一
  - Bass, Chorus, Piano, Programming
  - Strings Arrangement (Disc 1 #14)
- 渡辺拓郎：Drums, Chorus, Piano, Programming

Disc 1
- 亀井栄：Drums (#2.4)
- 滝澤博之：Drums (#5)
- 時乗浩一郎
  - Piano, Organ, Synthesizer (#1.2.3.6.7.8.10.12)
  - Strings Arrangement (#6.14)
- 下川美帆：Violin (#6.11.14)
- 南條由起
  - Violin (#6.11.14)
  - Viola (#6)
- 守田マヤ、丸山美里：Violin (#11)
- 柏木菁子：Cello (#6)
- 森田香織：Cello (#11)
- 宮澤貴子：Flute (#11)
- 入日茜：Back-Up Vocal (#2.12)
- GOOD-DAYS：Gang Chorus (#5)
- 横山裕章：Strings Arrangement (#14)

Disc 2
- 亀井栄：Drums (#6.7)
- 時乗浩一郎
  - Piano, Organ, Synthesizer (#1.2.3.7.8.9.12.14)
  - Strings Arrangement (#3)
- Elise Bruckert、石川寛子：Violin (#3)
- 入日茜：Back-Up Vocal (#1)
- GOOD-DAYS：Gang Chorus (#7)